# Батуда
Батуда (итал. Battuda) је насеље у Италији у округу Павија, региону Ломбардија.
Према процени из 2011. у насељу је живело 326 становника. Насеље се налази на надморској висини од 92 м.

## Становништво
| 1931. | 1936. | 1951. | 1961. | 1971. | 1981. | 1991. | 2001. | 2011. |
| ----- | ----- | ----- | ----- | ----- | ----- | ----- | ----- | ----- |
| 747   | 712   | 725   | 563   | 410   | 351   | 375   | 352   | 582   |